# Piedrafita de Jaca
Piedrafita de Jaca (arag. Piedrafita de Tena) – miejscowość w Hiszpanii, w Aragonii, w prowincji Huesca, w comarce Alto Gállego, w gminie Biescas, 85 km od miasta Huesca.
Według danych INE z 1991 roku miejscowość zamieszkiwało 39 osób. Wysokość bezwzględna miejscowości jest równa 1 241 metrów. Kod pocztowy do miejscowości to 22630.